# Agrostis scribneriana
Agrostis scribneriana é uma espécie de gramínea do gênero Agrostis, pertencente à família Poaceae.